# South Lakeland
South Lakeland es un distrito no metropolitano del condado de Cumbria (Inglaterra). Fue constituido el 1 de abril de 1974 bajo la Ley de Gobierno Local de 1972 como una fusión del antiguo municipio de Kendal, los distritos urbanos de Grange, Ulverston y Windermere, parte del también distrito urbano de Lakes, y los distritos rurales de North Lonsdale, Sedbergh y South Westmorland.

## Geografía
Según la Oficina Nacional de Estadística británica, South Lakeland tiene una superficie de 1533,77 km².

## Demografía
Según el censo de 2001, South Lakeland tenía 102 301 habitantes (48,38% varones, 51,62% mujeres) y una densidad de población de 66,7 hab/km². El 17,25% eran menores de 16 años, el 72,56% tenían entre 16 y 74, y el 10,19% eran mayores de 74. La media de edad era de 43 años. 
Según su grupo étnico, el 99,2% de los habitantes eran blancos, el 0,37% mestizos, el 0,1% asiáticos, el 0,09% negros, el 0,17% chinos, y el 0,08% de cualquier otro. La mayor parte (97,13%) eran originarios del Reino Unido. El resto de países europeos englobaban al 1,23% de la población, mientras que el 0,42% había nacido en África, el 0,51% en Asia, el 0,41% en América del Norte, el 0,03% en América del Sur, el 0,26% en Oceanía, y el 0,01% en cualquier otro lugar. El cristianismo era profesado por el 79,14%, el budismo por el 0,36%, el hinduismo por el 0,04%, el judaísmo por el 0,07%, el islam por el 0,07%, el sijismo por el 0,01%, y cualquier otra religión por el 0,24%. El 13,27% no eran religiosos y el 6,81% no marcaron ninguna opción en el censo.
El 37,24% de los habitantes estaban solteros, el 46,73% casados, el 1,42% separados, el 6,54% divorciados y el 8,07% viudos. Había 44 129 hogares con residentes, de los cuales el 29,92% estaban habitados por una sola persona, el 7% por padres solteros con o sin hijos dependientes, el 60,88% por parejas (52,77% casadas, 8,11% sin casar) con o sin hijos dependientes, y el 2,19% por múltiples personas. Además, había 1715 hogares sin ocupar y 3831 eran alojamientos vacacionales o segundas residencias.